# Bart Van Opstal
Bart Van Opstal (Herentals, 23 november 1974) is een Belgisch Vlaams-nationalistisch politicus voor Vlaams Belang.

## Levensloop
Van Opstal werkte van 1992 tot 2000 als politieagent in Antwerpen, eerst bij zonale criminaliteitsbestrijding (ZCB), daarna bij het team CONA ter bestrijding van drugs, illegaliteit en illegale prostitutie in de omgeving van het De Coninckplein en de Atheneumbuurt in Borgerhout. Later werd hij opgenomen in het interventieteam van de zone City te Antwerpen.
Van Opstal kreeg nationale bekendheid toen hij in 2000 deelnam aan de eerste reeks van het televisieprogramma Big Brother. Hij schopte het daar in de finale en eindigde er als tweede. Deze finale werd gevolgd door 1,9 miljoen Vlamingen en staat nog altijd te boek als één van de meest bekeken programma's in de geschiedenis van de Vlaamse televisie. Door de publieke weerslag vanwege zijn deelname ging Van Opstal na de reeks tijdelijk in loopbaanonderbreking en gaf uiteindelijk zijn carrière als agent bij de Antwerpse politie op.
In 2004 startte hij samen met Big Brother-presentator en streekgenoot Walter Grootaers de campagne Red Lierse op, een supportersactie om de financiële redding van de noodlijdende voetbalclub Lierse SK mogelijk te maken. Nadien bleef hij actief bij Lierse en werkte van 2002 tot 2013 in het horeca- en evenementengebeuren van de club. In die hoedanigheid deed hij in 2012 een nieuwe mediatieke stunt door in het themacafé van Lierse dat hij toen uitbaatte, het wereldrecord tappen te verbreken, waarbij hij 93 uur onafgebroken klanten bediende van achter zijn toog. In 2013 stopte hij met het uitbaten van het themacafé. Nadien werd hij actief in de vastgoedsector, tot hij in 2024 werd verkozen als parlementslid.

## Politiek
Van Opstal werd in 1992 lid van het toenmalige Vlaams Blok en werd onmiddellijk militant in de toenmalige afdeling Grobbendonk-Westerlo. Vanaf 2020 begon hij een actievere rol te spelen binnen het Vlaams Belang en was mede de initiatiefnemer voor de opstart van een nieuwe afdeling in zijn woonplaats Olen. In 2022 werd hij bovendien regiovoorzitter van de regio Kempen.
De partij bood hem richting de verkiezingen van 9 juni 2024 de 8ste plaats aan op de lijst voor het Vlaams Parlement in de kieskring Antwerpen, wat gezien werd als een strijdplaats. Bij de Vlaamse verkiezingen van 9 juni 2024 werd hij effectief verkozen tot lid van het Vlaams Parlement met 7.993 voorkeurstemmen. Van Opstal werd er voorzitter van de commissie Cultuur, Jeugd, Sport en Media en vast lid van de commissies Landbouw, Visserij en Plattelandsbeleid en Algemeen Beleid, Financiën, Begroting, Justitie en Onroerend Erfgoed.
Bij de lokale verkiezingen van oktober 2024 was Van Opstal lijsttrekker voor het Vlaams Belang in Olen. De partij eindigde er met 19,1 procent van de stemmen op derde plaats, terwijl hijzelf met 825 stemmen het hoogste aantal voorkeurstemmen behaalde. Omdat geen enkele partij met het VB wilde samenwerken, belandde Van Opstal echter als gemeenteraadslid in de oppositie.